# Sylvias hälsning från Sicilien
Sylvias hälsning från Sicilien är en dikt av finlandssvensken Zacharias Topelius från år 1853. Karl Collan komponerade den till julsång. Dikten är översatt till finska av Elina Vaara och Martti Korpilahti, och den senare översättningen från år 1918 är en av de mest älskade julsånger i Finland. I en omröstning av Rundradion valdes den på 1960-talet och även senare år 2002, till den vackraste julsången.
Sylvia det vill säga Svarthättan (Sylvia atricapilla) är en flyttfågel som övervintrar på Sicilien. Dikten berättar om underligheter i södern så som cypresser och Etna, men även om hemlängtan och kärlek till fosterlandet.

## Text
| Svenska 1853 Zacharias Topelius | Finska 1918 Martti Korpilahti | Finska © 1931 Elina Vaara                                                | Engelska © 2006 Anniina Jokinen                                                      | Engelska (2019 Ion Mittler) CC BY-SA 4.0 |  |
| --- | --- | ------------------------------------------------------------------------ | ------------------------------------------------------------------------------------ | --- |  |
| Och nu är det jul i min älskade Nord, är det jul i vårt hjärta också? Och ljusen de brinna på rågade bord, och barnen i väntan stå. Där borta i taket, där hänger han än, den bur, som har fångat min trognaste vän, och sången har tystnat i fängelseborg, o, vem har ett hjärta för sångarens sorg?    | Ja niin joulu joutui jo taas Pohjolaan, joulu joutui jo rintoihinkin. Ja kuuset ne kirkkaasti luo loistoaan jo pirtteihin pienoisihin. Mutt' ylhäällä orressa vielä on vain, se häkki, mi sulkee mun sirkuttajain. Ja vaiennut vaikerrus on vankilan, oi murheita muistaa ken vois laulajan?            | Nyt joulu on laaksoissa pohjolan maan, joko tullut on rintoihin tuo? ... | And now it is Christmas in my loved north, is it Christmas as well in the heart? ... | And so Christmas time came again to the North, has it come also in our hearts? The lights in the windows and twigs at the door, and children are eating the tarts. There lonely on attic a tweeting is heard, from cage that confines our lovely songbird. But no-one is there to witness her sweet song, her sorrows and worries she must bear alone.                    |  |
| Jag bor i de eviga vårarnas land, där de glödande druvorna gro. Cypresserna dofta vid havets strand, där har jag mitt ensliga bo. Det flammande Etna, det gnistrar så skönt, och luften är vårlig och gräset är grönt, orangernas ånga ur skogarna går, och ljuv mandolinen som kärlek slår.             | Miss' sypressit tuoksuu nyt talvellakin, istun oksalla uljaimman puun, miss' siintääpi veet, viini on vaahtovin, ja sää aina kuin toukokuun. Ja Etnanpa kaukaa mä kauniina nään, ah, tää kaikki hurmaa ja huumaapi pään. Ja laulelmat lempeesti lehdoissa soi, sen runsaammat riemut ken kertoilla voi! |                                                                          |                                                                                      | I am in the land where the springs never cease, where the vineyards can glow in the sun, and cypresses fragrantly smell by the seas, there I have my home, only one. The mountains afar beautiful I can see, the air is so fresh and the grass is so green. In orchard orange trees are bearing their fruit, and somewhere a lovesong is played with the flute.           |  |
| Cypresserna dofta. Det brusande hav i silver mot stranden bryts; vid foten av Etna, där är en grav, vars sorg uti blommor byts. Där slumrar en gäst från nordens dal; och nu är det jul i hans fädernesal. Vem sjunger din visa, som fordom en gång? Hör, Sylvia sjunger din hembygds sång!              | |                                                                          |                                                                                      | |  |
| Och stråla, du klaraste stjärna i skyn, blicka ned på min älskade Nord! Och när du går bort under himmelens bryn, välsigna min fädernejord! I blommande vårar på gyllene strand, var finnes ett land som mitt fädernesland? För dig vill jag sjunga om kärlek och vår, så länge din Sylvias hjärta slår. | Sä tähdistä kirkkain nyt loisteesi luo sinne Suomeeni kaukaisehen! Ja sitten kun sammuu sun tuikkeesi tuo, sa siunaa se maa muistojen! Sen vertaista toista en mistään ma saa, on armain ja kallein mull' ain Suomenmaa! Ja kiitosta sen laulu soi Sylvian, ja soi aina lauluista sointuisimman.        |                                                                          |                                                                                      | Oh shine now, the star brightest in nightly sky, send your greetings to my dearest North. When your rays of light northern woodlands pass by, your blessings to homeland send forth. The flowering springs and the warm sunny sand cannot soothe memories of northern homeland. For you I will sing of my love bittersweet, as long as your Sylvia's heart will yet beat. |  |